# Иордания на летних Олимпийских играх 2012
Иордания принимала участие в летних Олимпийских играх 2012 года, которые проходили в Лондоне (Великобритания) с 27 июля по 12 августа, где её представляли 9 спортсменов в пяти видах спорта. На церемонии открытия Олимпийских игр флаг Иордании несла тхэквондистка Надин Давани, а на церемонии закрытия — Мохаммад Абу-Либдех.
На летних Олимпийских играх 2012 Иордания вновь не сумел завоевать свою первую олимпийскую медаль.

### 

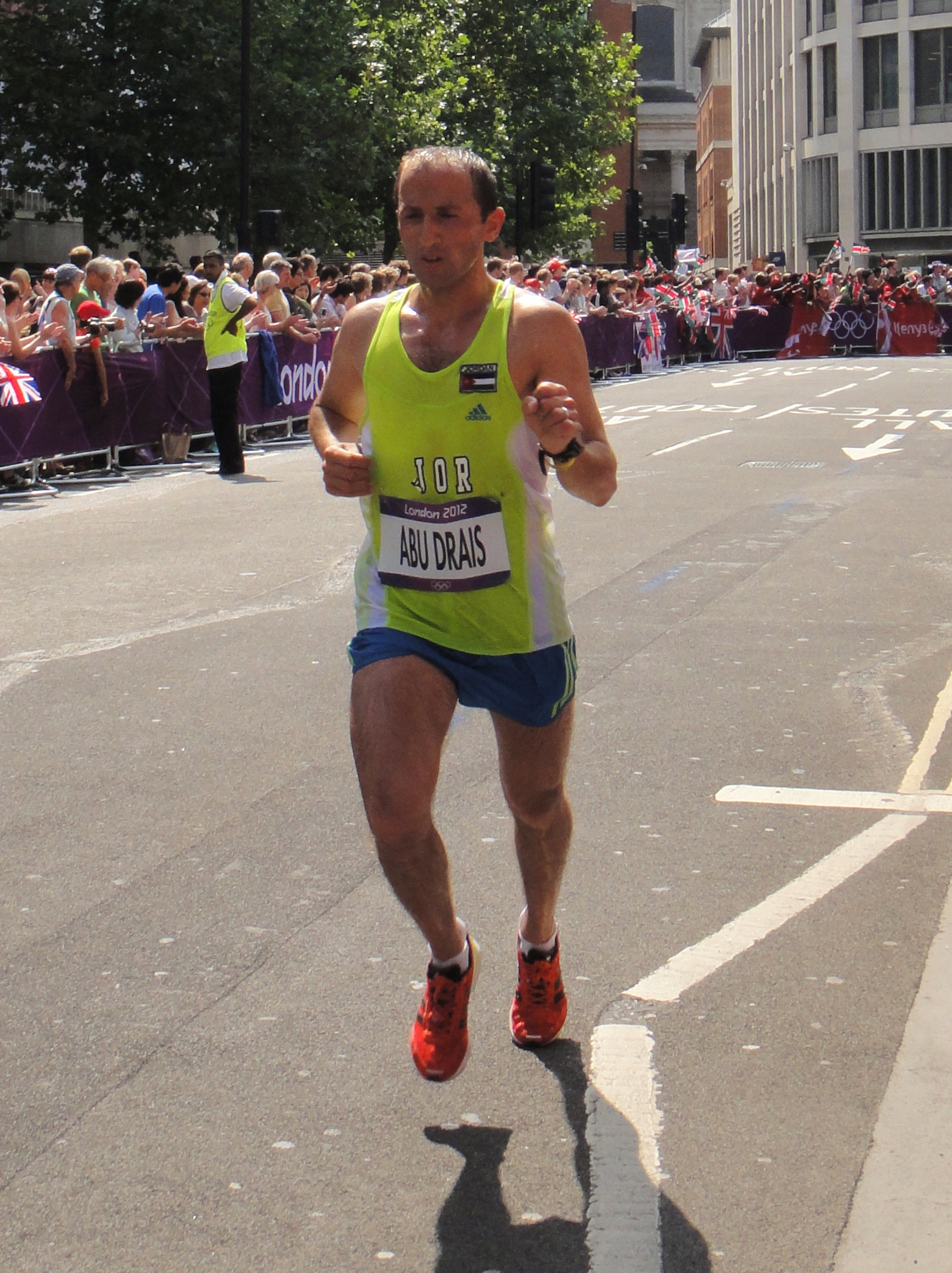
Меткал Абу Драис на дистанции марафона

## Состав и результаты

### Бокс
Мужчины
| Соревнование | Спортсмены       | 1/16 финала         | 1/8 финала           | Четвертьфинал        | Полуфинал            | Финал                | Место |
| Соревнование | Спортсмены       | Соперник Результат  | Соперник Результат   | Соперник Результат   | Соперник Результат   | Соперник Результат   | Место |
| ------------ | ---------------- | ------------------- | -------------------- | -------------------- | -------------------- | -------------------- | ----- |
| до 81 кг     | Ихаб Аль-Матбули | NGRЛ. Лаваль В 19:7 | CUBХ. ла Крус П 8:25 | Завершил выступление | Завершил выступление | Завершил выступление | 9     |

### Конный спорт
Конкур
| Соревнование              | Спортсмены                        | Квалификация | Квалификация | Квалификация         | Квалификация         | Квалификация         | Квалификация         | Квалификация         | Квалификация         | Финал                | Финал                | Финал                | Финал                | Финал                | Всего | Всего |
| Соревнование              | Спортсмены                        | Первый раунд | Первый раунд | Второй раунд         | Второй раунд         | Второй раунд         | Третий раунд         | Третий раунд         | Третий раунд         | Раунд A              | Раунд A              | Раунд B              | Раунд B              | Раунд B              | Всего | Всего |
| Соревнование              | Спортсмены                        | Штраф        | Место        | Штраф                | Всего                | Место                | Штраф                | Всего                | Место                | Штраф                | Место                | Штраф                | Всего                | Место                | Штраф | Место |
| ------------------------- | --------------------------------- | ------------ | ------------ | -------------------- | -------------------- | -------------------- | -------------------- | -------------------- | -------------------- | -------------------- | -------------------- | -------------------- | -------------------- | -------------------- | ----- | ----- |
| Индивидуальное первенство | Ибрагим Бишарат Лошадь — Vrieda O | 12           | 67           | Завершил выступление | Завершил выступление | Завершил выступление | Завершил выступление | Завершил выступление | Завершил выступление | Завершил выступление | Завершил выступление | Завершил выступление | Завершил выступление | Завершил выступление | 12    | 67    |

### Лёгкая атлетика
Мужчины
Шоссейные виды
| Соревнование | Спортсмены       | Результат | Место |
| ------------ | ---------------- | --------- | ----- |
| Марафон      | Меткал Абу Драис | 2:21:00   | 56    |

Женщины
Беговые виды
| Соревнование | Спортсмены | Отборочный раунд | Отборочный раунд | Отборочный раунд | Четвертьфинал         | Четвертьфинал         | Четвертьфинал         | Полуфинал             | Полуфинал             | Полуфинал             | Финал                 | Финал                 |
| Соревнование | Спортсмены | Забег            | Результат        | Место            | Забег                 | Результат             | Место                 | Забег                 | Результат             | Место                 | Результат             | Место                 |
| ------------ | ---------- | ---------------- | ---------------- | ---------------- | --------------------- | --------------------- | --------------------- | --------------------- | --------------------- | --------------------- | --------------------- | --------------------- |
| 100 метров   | Рима Таха  | 1                | 12,66            | 6                | Завершила выступление | Завершила выступление | Завершила выступление | Завершила выступление | Завершила выступление | Завершила выступление | Завершила выступление | Завершила выступление |

### Плавание
Мужчины
| Соревнование             | Спортсмены  | Отборочный раунд | Отборочный раунд | Полуфинал            | Полуфинал            | Финал                | Финал                |
| Соревнование             | Спортсмены  | Результат        | Место            | Результат            | Место                | Результат            | Место                |
| ------------------------ | ----------- | ---------------- | ---------------- | -------------------- | -------------------- | -------------------- | -------------------- |
| 50 метров вольным стилем | Карим Эннаб | 24,09            | 37               | Завершил выступление | Завершил выступление | Завершил выступление | Завершил выступление |

Женщины
| Соревнование             | Спортсмены    | Отборочный раунд | Отборочный раунд | Полуфинал             | Полуфинал             | Финал                 | Финал                 |
| Соревнование             | Спортсмены    | Результат        | Место            | Результат             | Место                 | Результат             | Место                 |
| ------------------------ | ------------- | ---------------- | ---------------- | --------------------- | --------------------- | --------------------- | --------------------- |
| 50 метров вольным стилем | Талита Баклах | 27,45            | 45               | Завершила выступление | Завершила выступление | Завершила выступление | Завершила выступление |

### Тхэквондо
Мужчины
| Соревнование | Спортсмены          | 1/8 финала                  | Четвертьфинал      | Полуфинал            | Утешительный раунд   | Утешительный раунд   | Финал                | Место |
| Соревнование | Спортсмены          | 1/8 финала                  | Четвертьфинал      | Полуфинал            | Первый раунд         | Бой за 3-е место     | Финал                | Место |
| Соревнование | Спортсмены          | Соперник Результат          | Соперник Результат | Соперник Результат   | Соперник Результат   | Соперник Результат   | Соперник Результат   | Место |
| ------------ | ------------------- | --------------------------- | ------------------ | -------------------- | -------------------- | -------------------- | -------------------- | ----- |
| до 68 кг     | Мохаммад Абу-Либдех | NGRИ. Мохаммад В 13:1 (PTG) | BRAД. Силва П 5:7  | Завершил выступление | Завершил выступление | Завершил выступление | Завершил выступление | 9     |

Женщины
| Соревнование | Спортсмены   | 1/8 финала           | Четвертьфинал         | Полуфинал             | Утешительный раунд    | Утешительный раунд    | Финал                 | Место |
| Соревнование | Спортсмены   | 1/8 финала           | Четвертьфинал         | Полуфинал             | Первый раунд          | Бой за 3-е место      | Финал                 | Место |
| Соревнование | Спортсмены   | Соперник Результат   | Соперник Результат    | Соперник Результат    | Соперник Результат    | Соперник Результат    | Соперник Результат    | Место |
| ------------ | ------------ | -------------------- | --------------------- | --------------------- | --------------------- | --------------------- | --------------------- | ----- |
| до 49 кг     | Райя Хатахет | MEXХ. Алегрия П 1:12 | Завершила выступление | Завершила выступление | Завершила выступление | Завершила выступление | Завершила выступление | 11    |
| свыше 67 кг  | Надин Давани | UKRМ. Конева П 13:18 | Завершила выступление | Завершила выступление | Завершила выступление | Завершила выступление | Завершила выступление | 11    |